# Carlos Carrasco
Carlos Luis Carrasco, född den 21 mars 1987 i Barquisimeto, är en venezuelansk-amerikansk professionell basebollspelare som spelar för New York Mets i Major League Baseball (MLB). Carrasco är högerhänt pitcher.
Carrasco har tidigare spelat för Cleveland Indians (2009–2011 och 2013–2020). Han har vunnit en Comeback Player of the Year Award och en Roberto Clemente Award. Han har en gång haft flest vinster i American League.

## Karriär

### Major League Baseball

#### Philadelphia Phillies
Carrasco upptäcktes som 16-åring och kunde redan då kasta sin fastball i 146 kilometer per timme (91 miles per hour). Philadelphia Phillies säkrade hans underskrift i november 2003 med en bonus på 300 000 dollar, i konkurrens med Atlanta Braves och New York Yankees. Året efter gjorde han proffsdebut i Phillies farmarklubbssystem. Han klättrade sakta men säkert uppåt i systemet och togs under den här tiden tre gånger (2006, 2007 och 2008) ut till Futures Game, en match där de bästa spelarna i farmarligorna möttes och som spelades i samband med MLB:s all star-match. Både inför 2007 års säsong och inför 2008 års säsong rankades han av den ansedda tidningen Baseball America som den största talangen i Phillies farmarklubbssystem.
I slutet av juli 2009, innan Carrasco hunnit spela i MLB för Phillies, trejdades han tillsammans med Jason Donald, Lou Marson och Jason Knapp till Cleveland Indians i utbyte mot Cliff Lee och Ben Francisco.

#### Cleveland Indians
Carrasco debuterade i MLB för Indians den 1 september 2009. Under den månad som var kvar av säsongen hann han göra fem starter och var 0–4 (inga vinster och fyra förluster) med en earned run average (ERA) på 8,87. Efter denna mindre lyckosamma insats förpassades han till Indians högsta farmarklubb Columbus Clippers under större delen av 2010 års säsong, men fick chansen igen i september. På sju starter var han 2–2 med en ERA på 3,83. Han vann sin första match den 17 september mot Kansas City Royals.

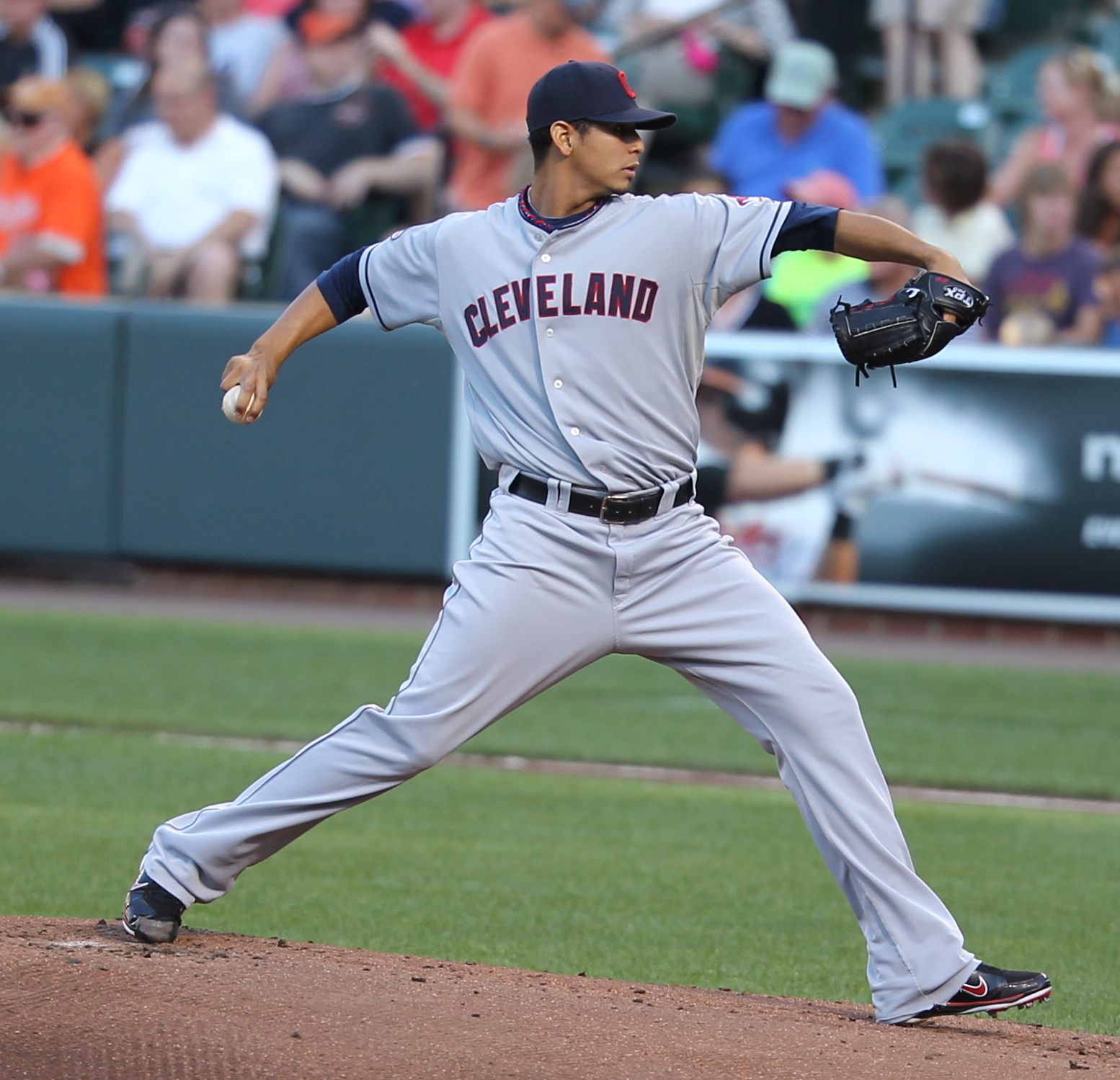
Carrasco i Cleveland Indians dräkt 2011.

Den 29 juli 2011 blev Carrasco utvisad efter att ha kastat ett kast nära huvudet på en av motståndarnas slagmän och han blev senare avstängd i sex matcher och bötfälld på grund av detta. Själv hävdade han att kastet inte hade skett med avsikt. Strax efter det fick han problem med höger armbåge, som besvärat honom även tidigare under säsongen, och tvingades till en så kallad Tommy John-operation, vilket innebar att han missade hela 2012 års säsong. Under 2011 var han 8–9 med en ERA på 4,62 på 21 starter.
I Carrascos första match efter avstängningen (som hade minskats till fem matcher) och operationen, den 9 april 2013, upprepades historien när Carrasco återigen blev utvisad efter ett kast farligt nära en slagmans huvud. Även den här gången blev han avstängd, men nu i åtta matcher, och bötfälld. Precis som förra gången hävdade Carrasco sin oskuld. Efter matchen skickades han ned till Columbus Clippers. Han kallades upp till Indians igen i början av juni, men redan i slutet av samma månad skickades han ned igen. Bara en vecka senare blev han befordrad till Indians igen, men då blev det bara en match. Han kallades upp för tredje och sista gången i början av augusti, men då användes han mest som inhoppare (reliever). Totalt var han 1–4 för Indians med en ERA på 6,75 på 15 matcher, varav sju starter.
2014 var Carrasco inledningsvis en av Indians startande pitchers, men efter fyra dåliga matcher degraderades han till inhoppare. Han pitchade bra i sin nya roll, och i början av augusti fick han börja starta matcher igen, något han gjorde mycket bättre än i början av säsongen. Bland annat pitchade han sin första shutout i MLB den 17 september mot Houston Astros, där han bara tillät två hits. Han slutade säsongen 8–7 med en ERA på 2,55 på 40 matcher, varav 14 starter.
I samband med säsongsinledningen 2015 kom Carrasco och Indians överens om ett fyraårskontrakt värt drygt 21 miljoner dollar, med möjlighet för klubben att förlänga kontraktet ytterligare två säsonger för 9 respektive 9,5 miljoner dollar. I hans andra start för säsongen träffades han i ansiktet av en boll och tvingades bryta matchen, men han klarade sig från allvarlig skada. Den 1 juli i en match mot Tampa Bay Rays var han bara en strike från att pitcha en no-hitter, men missade tillfället att skriva historia när han tillät en hit med två brända i nionde inningen. Den 19 juli, mot Cincinnati Reds, slog han sin första hit i MLB. I en match mot Kansas City Royals den 25 september satte han nytt personligt rekord med 15 strikeouts. Han var under 2015 års säsong 14–12 med en ERA på 3,63 och 216 strikeouts på 30 starter. Han var tredje bäst i American League i strikeouts per 9 innings pitched (10,58), strikeouts per walk (5,02) och complete games (tre), fjärde bäst i walks + hits per inning pitched (WHIP) (1,07) samt femte bäst i strikeouts och hits per 9 innings pitched (7,55).
Carrasco drabbades av en hamstring-skada i början av 2016 års säsong som höll honom borta från spel i över en månad. Den 17 september träffades han på höger hand av en boll och drabbades av en fraktur som gjorde att hans säsong var över. Han gjorde 25 starter 2016, och var under dessa 11–8 med en ERA på 3,32.

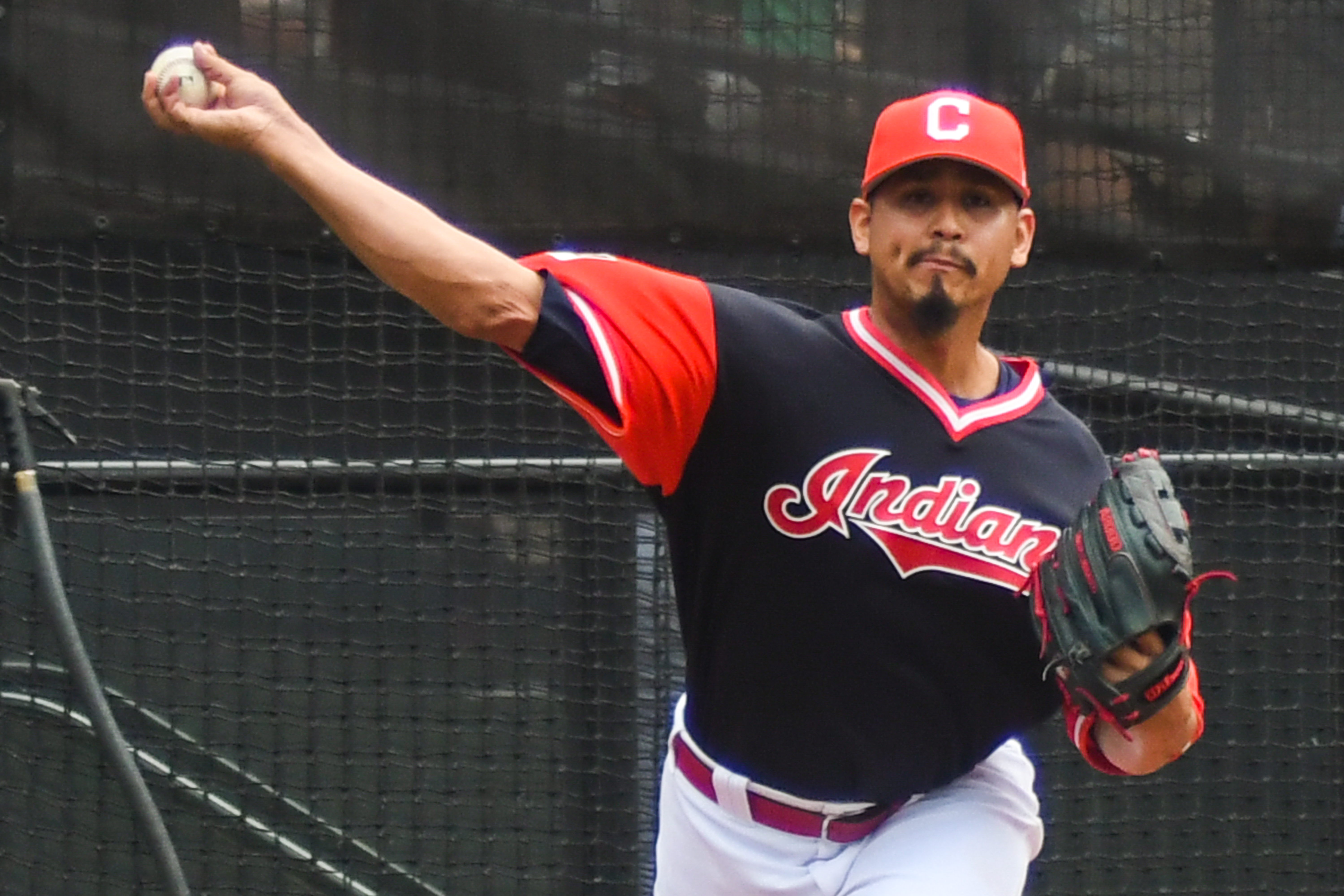
Carrasco värmer upp inför en match i augusti 2017.

Carrasco var skadefri 2017 och hade sin dittills bästa säsong under karriären. Den 7 juli mot Detroit Tigers pitchade han en så kallad immaculate inning, innebärande tre strikeouts på bara nio kast. Det var bara andra gången som det hade hänt i Indians historia. Han var under säsongen 18–6 med en ERA på 3,29 och 226 strikeouts på 32 starter. Han var delat bäst i American League i vinster, näst bäst i vinstprocent (0,750), tredje bäst i strikeouts per walk (4,91), fjärde bäst i WHIP (1,10) och walks per 9 innings pitched (2,07) samt femte bäst i strikeouts, strikeouts per 9 innings pitched (10,17) och homeruns per 9 innings pitched (0,95). Efter säsongen kom han fyra i omröstningen till American Leagues Cy Young Award, priset till ligans bästa pitcher.
Carrasco fortsatte att pitcha bra även 2018, då han var 17–10 med en ERA på 3,38 och 231 strikeouts på 32 matcher, varav 30 starter. Han var skadad i höger armbåge i några veckor i mitten av säsongen efter att ha träffats av en boll på armen. Han hade delat flest complete games i American League (två), var trea i strikeouts per walk (5,37) samt fyra i vinster och strikeouts. Efter säsongen skrev han på en förlängning av sitt kontrakt med Indians, så att det varade till och med 2022 med en möjlighet för klubben att förlänga det ytterligare ett år.
I början av juni 2019 placerade Indians Carrasco på skadelistan med en ospecificerad blodåkomma. En månad senare avslöjade han att han drabbats av kronisk myeloisk leukemi, en behandlingsbar form av leukemi. Han hedrades under MLB:s all star-match, som spelades i Cleveland, några dagar senare. Han gjorde comeback i början av september, men då som inhoppare eftersom han inte ansågs stark nog att starta matcher, och möttes av ovationer från både publik och spelare. Under säsongen var han 6–7 med en ERA på 5,29 på 23 matcher, varav tolv starter. Han erhöll efter säsongen Roberto Clemente Award för sitt välgörenhetsarbete och utsågs även till mottagare av American Leagues Comeback Player of the Year Award.
På grund av covid-19-pandemin förkortades 2020 års säsong kraftigt och Carrasco startade tolv matcher, delat näst flest i American League. Han var 3–4 med en ERA på 2,91. Hans 10,85 strikeouts per 9 innings pitched var fjärde bäst i ligan.
I januari 2021 trejdade Indians Carrasco och Francisco Lindor till New York Mets i utbyte mot Amed Rosario, Andrés Giménez, Josh Wolf och Isaiah Greene.

#### New York Mets
Under försäsongsträningen 2021 skadade Carrasco sig allvarligt i höger hamstringsmuskler och hans comeback dröjde ända till slutet av juli. Hans första säsong för Mets var knappast någon succé; på tolv starter var han 1–5 med en ERA på 6,04. Efter säsongen opererade han höger armbåge för att ta bort ett löst benfragment.
Den 1 juni 2022 var Carrascos pappa Luis i publiken för första gången under Carrascos 13 år långa MLB-karriär.

## Privatliv
Carrasco och hans fru Karelis har fem barn tillsammans – Camilia, Emma, Noah, Lucas och Elias.
I augusti 2016 blev Carrasco amerikansk medborgare.